# Lasianthus cyanocarpoides
Lasianthus cyanocarpoides är en måreväxtart som beskrevs av Theodoric Valeton. Lasianthus cyanocarpoides ingår i släktet Lasianthus och familjen måreväxter. Inga underarter finns listade i Catalogue of Life.